# Регалицератопс
Регалицератопс (лат. Regaliceratops) — род птицетазовых растительноядных динозавров из семейства цератопсид. Включает единственный вид — Regaliceratops peterhewsi.
Окаменелый череп динозавра был найден в 2005 году у реки Олдмен в канадской провинции Альберта, однако, на извлечение останков из толщи крепких пород, на их исследование и описание ушло почти десять лет. Вид был описан в 2015 году. Голотип (череп) хранится в Королевском Тиррелловском палеонтологическом музее.
Жил регалицератопс примерно 68—70 миллионов лет назад (меловой период) на территории юга современной Канады. Этот пятиметровый динозавр массой 1,5 тонны имел мощный костяной воротник и необычные роговые отростки, за что в прессе его окрестили «Хеллбоем» (в честь одноимённого героя фильмов и комиксов).
Внешне регалицератопс был похож на современных носорогов, лишь незначительно превосходил их в размерах. Шею динозавра обрамлял очень плотный и достаточно большой воротник, по периметру которого росли обнажённые костяные отростки треугольной и пятиугольной формы с заострёнными краями.
Для самозащиты, также как и у большинства представителей цератопсов, использовались три рога, расположенные на передней части черепа. Однако их размеры принципиально отличались: два маленьких рога над глазами и один большой над носом. Все известные до этого окаменелости рогатых ящеров имели обратную конфигурацию: мелкий рог на носу и два больших над глазницами. Чем была обусловлена такая особенность динозавра, палеонтологи пока достоверно не знают. Впрочем, высказывания о конвергентном ходе эволюции по этому виду приобретают всё большее одобрение в научных кругах. Дело в том, что регалицератопс был во многом похож на представителей другой группы динозавров — центрозаврин, а в истории известно немало случаев, когда один вид по мере эволюции начинает приобретать черты других животных, причём не обязательно родственных. Центрозаврины же вымерли гораздо раньше.